# Vasilij Dmitrijevič Mendělejev
Vasilij Dmitrijevič Mendělejev (rusky Василий Дмитриевич Менделеев) byl ruský vynálezce. Byl nejmladší syn Dmitrije Ivanoviče Mendělejeva. Pracoval v loděnicích v Kronštadtu jako konstruktér válečných plavidel a projektant minových polí. Jeho nejznámějším projektem je návrh prvního ruského těžkého tanku.

## Životopis
Vasilij se narodil v Petrohradu dne 30. prosince 1886. Spolu s dvojčetem Marií uzavíral sedmičlennou řadu dětí Dmitrije Ivanoviče Mendělejeva. Společného otce i matku, Annu Ivanovnu Popovou, měl ještě spolu se starším bratrem Ivanem a sestrou Ljubov. Další jeho starší sourozenci Olga a Vladimír se narodili v prvním manželství Dmitrije Ivanoviče s Feozvou Nikitičnou roz. Leščovou. Nejstarší z dětí Marie zemřela v kojeneckém věku.
O vztahu otce k synovi nejlépe vypovídají vzpomínky bratra Ivana, který popisuje, jak si Dmitrij Ivanovič narychlo odřekl životní triumf v podobě přednášky na Faradyovských čteních a po obdržení telegramu o Vaskově onemocnění se okamžitě vydal z Anglie do Ruska. Jeho přednášku pak v Oxfordu přečetl James Dewar.  
Dětství a mládí Vasilije spadá do období, kdy se jeho otec kromě jiných aktivit zabýval návrhy na hydrodynamickou laboratoř, výpočty pro projekt ledoborce Jermak a vývojem bezdýmného střelného prachu pro vojenské námořnictvo. Tyto činnosti prováděl ve spolupráci s vysokými představiteli admirality, především ve spolupráci s admirálem S. O. Makarovem. Je přirozené, že zájem mladého Vasilije se obrátil k námořnictvu. Vystudoval v letech 1903 - 1906 Institut námořního inženýrství v Kronštadtu. Závěr jeho studia spadá do času smrti admirála Makarova v roce 1905 a smrti otce v roce 1907. Bez promoce nastoupil do práce v loděnicích na konstrukcích lodí a návrzích minových polí. V roce 1916 předložil Ministerstvu války projekt prvního ruského těžkého tanku, na kterém pracoval od roku 1911. Projekt byl rozpracován do detailů na úrovní hotové dokumentace pro výrobu prototypu. Návrh tanku obsahoval unikátní a pokroková řešení, která našla uplatnění až během druhé světové války v německých a britských zbraních. Když armáda projekt odmítla pro finanční nákladnost, navrhl vlastní financování zkušebního prototypu. Pozdější politický vývoj v Rusku naděje na brzkou realizaci projektu definitivně zlikvidoval. V době revolučních událostí se Vasilij zamiloval do dívky prostého původu a setkal se s radikálním odporem své matky. Vasilij zcela přetrhal vazby se svou rodinou a jeho další osudy jsou ze všech dětí Dmitrije Ivanoviče nejméně známé. Veškerou svou technickou dokumentaci uzavřel v kůlně domu v Alexandrovské Slobodě u Moskvy, kde nějaký čas pobýval. V roce 1920 odejel za příbuznými své dívky do Jěkatěrinodaru, později přejmenovaného na Krasnodar. Zde se oženil a pracoval v továrně na výrobu obráběcích strojů. Manželství mělo potenciál šťastného vztahu, ale v roce 1922 Vasilova žena onemocněla břišním tyfem. Vasilij ji denně navštěvoval na ošetřovně a onemocněl infekční nemocí také. Krátce nato oba zemřeli.
Život Vasilije Dmitrijeviče Mendělejeva byl ukázkou příběhu talentovaného dítěte geniálního otce, nezakončeného pokračováním rodu.  